# Eleições europeias de 2009 em Almada

## Resultados Oficiais
| Partido                 | Partido                        | Votos   | %               | +/-   |
| ----------------------- | ------------------------------ | ------- | --------------- | ----- |
|                         | Partido Socialista             | 15 043  | 25,74 / 100,00  | 17,15 |
|                         | Coligação Democrática Unitária | 13 083  | 22,39 / 100,00  | 0,66  |
|                         | Partido Social Democrata       | 10 800  | 18,48 / 100,00  | -     |
|                         | Bloco de Esquerda              | 8 549   | 14,63 / 100,00  | 6,45  |
|                         | Partido Popular                | 3 812   | 6,52 / 100,00   | -     |
|                         | Movimento Esperança Portugal   | 897     | 1,54 / 100,00   | Novo  |
|                         | PCTP/MRPP                      | 764     | 1,31 / 100,00   | 0,14  |
|                         | Outros                         | 1 575   | 2,69 / 100,00   |       |
| Votos Inválidos         | Votos Inválidos                | 3 913   | 6,70 / 100,00   | 2,99  |
| Total                   | Total                          | 58 436  | 100,00 / 100,00 |       |
| Eleitorado/Participação | Eleitorado/Participação        | 148 118 | 39,45 / 100,00  | 1,45  |

## Resultados por Freguesia
Os resultados seguintes referem-se aos partidos que obtiveram mais de 1,00% dos votos:
| Freguesia            | %     | %     | %     | %     | %    | %    | %    | Votantes |
| Freguesia            | PS    | CDU   | PSD   | BE    | CDS  | MEP  | PCTP | Votantes |
| -------------------- | ----- | ----- | ----- | ----- | ---- | ---- | ---- | -------- |
| Almada               | 25,89 | 23,47 | 20,41 | 13,65 | 6,09 | 1,57 | 1,01 | 7 590    |
| Cacilhas             | 28,32 | 19,72 | 19,88 | 14,71 | 5,97 | 1,57 | 1,03 | 3 114    |
| Caparica             | 26,27 | 25,77 | 13,90 | 14,09 | 5,91 | 1,41 | 2,01 | 5 669    |
| Charneca de Caparica | 26,13 | 15,81 | 22,22 | 14,52 | 8,18 | 1,74 | 1,20 | 7 835    |
| Costa de Caparica    | 24,43 | 14,22 | 26,67 | 14,81 | 8,56 | 1,95 | 1,00 | 4 113    |
| Cova da Piedade      | 27,43 | 24,03 | 16,87 | 15,38 | 5,34 | 1,56 | 1,06 | 8 357    |
| Feijó                | 24,25 | 25,41 | 15,29 | 14,83 | 6,64 | 1,49 | 1,79 | 6 162    |
| Laranjeiro           | 26,43 | 26,05 | 15,24 | 14,77 | 5,81 | 1,07 | 1,37 | 6 810    |
| Pragal               | 21,95 | 22,34 | 20,22 | 15,97 | 6,73 | 1,73 | 0,87 | 2 542    |
| Sobreda              | 22,17 | 22,05 | 20,23 | 14,70 | 6,92 | 1,63 | 1,35 | 4 163    |
| Trafaria             | 28,26 | 27,34 | 12,49 | 13,74 | 6,05 | 1,25 | 1,73 | 2 081    |
| Almada               | 25,74 | 22,39 | 18,48 | 14,63 | 6,52 | 1,54 | 1,31 | 58 436   |

#### Almada
| Partido                 | Partido                        | Votos  | %               | +/-   |
| ----------------------- | ------------------------------ | ------ | --------------- | ----- |
|                         | Partido Socialista             | 1 965  | 25,89 / 100,00  | 15,76 |
|                         | Coligação Democrática Unitária | 1 781  | 23,47 / 100,00  | 1,49  |
|                         | Partido Social Democrata       | 1 549  | 20,41 / 100,00  | -     |
|                         | Bloco de Esquerda              | 1 036  | 13,65 / 100,00  | 4,90  |
|                         | Partido Popular                | 462    | 6,09 / 100,00   | -     |
|                         | Movimento Esperança Portugal   | 119    | 1,57 / 100,00   | Novo  |
|                         | PCTP/MRPP                      | 77     | 1,01 / 100,00   | 0,12  |
|                         | Outros                         | 162    | 2,15 / 100,00   |       |
| Votos Inválidos         | Votos Inválidos                | 439    | 5,78 / 100,00   | 2,51  |
| Total                   | Total                          | 7 590  | 100,00 / 100,00 |       |
| Eleitorado/Participação | Eleitorado/Participação        | 18 476 | 41,08 / 100,00  | 1,03  |

#### Cacilhas
| Partido                 | Partido                        | Votos | %               | +/-   |
| ----------------------- | ------------------------------ | ----- | --------------- | ----- |
|                         | Partido Socialista             | 882   | 28,32 / 100,00  | 14,18 |
|                         | Partido Social Democrata       | 619   | 19,88 / 100,00  | -     |
|                         | Coligação Democrática Unitária | 614   | 19,72 / 100,00  | 1,51  |
|                         | Bloco de Esquerda              | 458   | 14,71 / 100,00  | 5,10  |
|                         | Partido Popular                | 186   | 5,97 / 100,00   | -     |
|                         | Movimento Esperança Portugal   | 49    | 1,57 / 100,00   | Novo  |
|                         | Movimento Mérito e Sociedade   | 35    | 1,12 / 100,00   | Novo  |
|                         | PCTP/MRPP                      | 32    | 1,03 / 100,00   | 0,11  |
|                         | Outros                         | 54    | 1,73 / 100,00   |       |
| Votos Inválidos         | Votos Inválidos                | 185   | 5,94 / 100,00   | 2,92  |
| Total                   | Total                          | 3 114 | 100,00 / 100,00 |       |
| Eleitorado/Participação | Eleitorado/Participação        | 7 233 | 43,05 / 100,00  | 0,42  |

#### Caparica
| Partido                 | Partido                        | Votos  | %               | +/-   |
| ----------------------- | ------------------------------ | ------ | --------------- | ----- |
|                         | Partido Socialista             | 1 489  | 26,27 / 100,00  | 17,45 |
|                         | Coligação Democrática Unitária | 1 461  | 25,77 / 100,00  | 0,25  |
|                         | Bloco de Esquerda              | 799    | 14,09 / 100,00  | 7,06  |
|                         | Partido Social Democrata       | 788    | 13,90 / 100,00  | -     |
|                         | Partido Popular                | 335    | 5,91 / 100,00   | -     |
|                         | PCTP/MRPP                      | 114    | 2,01 / 100,00   | 0,44  |
|                         | Movimento Esperança Portugal   | 80     | 1,41 / 100,00   | Novo  |
|                         | Outros                         | 193    | 3,40 / 100,00   |       |
| Votos Inválidos         | Votos Inválidos                | 410    | 7,23 / 100,00   | 3,80  |
| Total                   | Total                          | 5 669  | 100,00 / 100,00 |       |
| Eleitorado/Participação | Eleitorado/Participação        | 16 188 | 35,02 / 100,00  | 2,89  |

#### Charneca de Caparica
| Partido                 | Partido                        | Votos  | %               | +/-   |
| ----------------------- | ------------------------------ | ------ | --------------- | ----- |
|                         | Partido Socialista             | 2 047  | 26,13 / 100,00  | 17,78 |
|                         | Partido Social Democrata       | 1 741  | 22,22 / 100,00  | -     |
|                         | Coligação Democrática Unitária | 1 239  | 15,81 / 100,00  | 0,88  |
|                         | Bloco de Esquerda              | 1 138  | 14,52 / 100,00  | 6,97  |
|                         | Partido Popular                | 641    | 8,18 / 100,00   | -     |
|                         | Movimento Esperança Portugal   | 136    | 1,74 / 100,00   | Novo  |
|                         | PCTP/MRPP                      | 94     | 1,20 / 100,00   | 0,22  |
|                         | Outros                         | 239    | 3,05 / 100,00   |       |
| Votos Inválidos         | Votos Inválidos                | 560    | 7,15 / 100,00   | 3,74  |
| Total                   | Total                          | 7 835  | 100,00 / 100,00 |       |
| Eleitorado/Participação | Eleitorado/Participação        | 19 050 | 41,13 / 100,00  | 0,10  |

#### Costa da Caparica
| Partido                 | Partido                        | Votos  | %               | +/-   |
| ----------------------- | ------------------------------ | ------ | --------------- | ----- |
|                         | Partido Social Democrata       | 1 097  | 26,67 / 100,00  | -     |
|                         | Partido Socialista             | 1 005  | 24,43 / 100,00  | 13,02 |
|                         | Bloco de Esquerda              | 609    | 14,81 / 100,00  | 7,11  |
|                         | Coligação Democrática Unitária | 585    | 14,22 / 100,00  | 0,64  |
|                         | Partido Popular                | 352    | 8,56 / 100,00   | -     |
|                         | Movimento Esperança Portugal   | 80     | 1,95 / 100,00   | Novo  |
|                         | PCTP/MRPP                      | 41     | 1,00 / 100,00   | 0,04  |
|                         | Outros                         | 117    | 2,86 / 100,00   |       |
| Votos Inválidos         | Votos Inválidos                | 227    | 5,52 / 100,00   | 1,61  |
| Total                   | Total                          | 4 113  | 100,00 / 100,00 |       |
| Eleitorado/Participação | Eleitorado/Participação        | 10 941 | 37,59 / 100,00  | 2,06  |

#### Cova da Piedade
| Partido                 | Partido                        | Votos  | %               | +/-   |
| ----------------------- | ------------------------------ | ------ | --------------- | ----- |
|                         | Partido Socialista             | 2 292  | 27,43 / 100,00  | 16,43 |
|                         | Coligação Democrática Unitária | 2 008  | 24,03 / 100,00  | 1,08  |
|                         | Partido Social Democrata       | 1 410  | 16,87 / 100,00  | -     |
|                         | Bloco de Esquerda              | 1 285  | 15,38 / 100,00  | 6,72  |
|                         | Partido Popular                | 446    | 5,34 / 100,00   | -     |
|                         | Movimento Esperança Portugal   | 130    | 1,56 / 100,00   | Novo  |
|                         | PCTP/MRPP                      | 89     | 1,06 / 100,00   | 0,11  |
|                         | Outros                         | 150    | 1,78 / 100,00   |       |
| Votos Inválidos         | Votos Inválidos                | 547    | 6,54 / 100,00   | 2,71  |
| Total                   | Total                          | 8 357  | 100,00 / 100,00 |       |
| Eleitorado/Participação | Eleitorado/Participação        | 20 216 | 41,34 / 100,00  | 2,11  |

#### Feijó
| Partido                 | Partido                        | Votos  | %               | +/-   |
| ----------------------- | ------------------------------ | ------ | --------------- | ----- |
|                         | Coligação Democrática Unitária | 1 566  | 25,41 / 100,00  | 1,86  |
|                         | Partido Socialista             | 1 494  | 24,25 / 100,00  | 20,87 |
|                         | Partido Social Democrata       | 942    | 15,29 / 100,00  | -     |
|                         | Bloco de Esquerda              | 914    | 14,83 / 100,00  | 6,48  |
|                         | Partido Popular                | 409    | 6,64 / 100,00   | -     |
|                         | PCTP/MRPP                      | 110    | 1,79 / 100,00   | 0,51  |
|                         | Movimento Esperança Portugal   | 92     | 1,49 / 100,00   | Novo  |
|                         | Outros                         | 179    | 2,91 / 100,00   |       |
| Votos Inválidos         | Votos Inválidos                | 456    | 7,40 / 100,00   | 3,52  |
| Total                   | Total                          | 6 162  | 100,00 / 100,00 |       |
| Eleitorado/Participação | Eleitorado/Participação        | 14 606 | 42,19 / 100,00  | 2,05  |

#### Laranjeiro
| Partido                 | Partido                        | Votos  | %               | +/-   |
| ----------------------- | ------------------------------ | ------ | --------------- | ----- |
|                         | Partido Socialista             | 1 800  | 26,43 / 100,00  | 18,65 |
|                         | Coligação Democrática Unitária | 1 774  | 26,05 / 100,00  | 2,99  |
|                         | Partido Social Democrata       | 1 038  | 15,24 / 100,00  | -     |
|                         | Bloco de Esquerda              | 1 006  | 14,77 / 100,00  | 6,80  |
|                         | Partido Popular                | 396    | 5,81 / 100,00   | -     |
|                         | PCTP/MRPP                      | 93     | 1,37 / 100,00   | 0,14  |
|                         | Movimento Esperança Portugal   | 73     | 1,07 / 100,00   | Novo  |
|                         | Outros                         | 181    | 2,66 / 100,00   |       |
| Votos Inválidos         | Votos Inválidos                | 449    | 6,59 / 100,00   | 2,76  |
| Total                   | Total                          | 6 810  | 100,00 / 100,00 |       |
| Eleitorado/Participação | Eleitorado/Participação        | 19 478 | 34,96 / 100,00  | 3,21  |

#### Pragal
| Partido                 | Partido                        | Votos | %               | +/-   |
| ----------------------- | ------------------------------ | ----- | --------------- | ----- |
|                         | Coligação Democrática Unitária | 568   | 22,34 / 100,00  | 0,11  |
|                         | Partido Socialista             | 558   | 21,95 / 100,00  | 17,44 |
|                         | Partido Social Democrata       | 514   | 20,22 / 100,00  | -     |
|                         | Bloco de Esquerda              | 406   | 15,97 / 100,00  | 6,17  |
|                         | Partido Popular                | 171   | 6,73 / 100,00   | -     |
|                         | Movimento Esperança Portugal   | 44    | 1,73 / 100,00   | Novo  |
|                         | Outros                         | 83    | 3,28 / 100,00   |       |
| Votos Inválidos         | Votos Inválidos                | 198   | 7,79 / 100,00   | 4,16  |
| Total                   | Total                          | 2 542 | 100,00 / 100,00 |       |
| Eleitorado/Participação | Eleitorado/Participação        | 6 539 | 38,87 / 100,00  | 1,91  |

#### Sobreda
| Partido                 | Partido                        | Votos  | %               | +/-   |
| ----------------------- | ------------------------------ | ------ | --------------- | ----- |
|                         | Partido Socialista             | 923    | 22,17 / 100,00  | 18,39 |
|                         | Coligação Democrática Unitária | 918    | 22,05 / 100,00  | 1,42  |
|                         | Partido Social Democrata       | 842    | 20,23 / 100,00  | -     |
|                         | Bloco de Esquerda              | 612    | 14,70 / 100,00  | 6,84  |
|                         | Partido Popular                | 288    | 6,92 / 100,00   | -     |
|                         | Movimento Esperança Portugal   | 68     | 1,63 / 100,00   | Novo  |
|                         | PCTP/MRPP                      | 56     | 1,35 / 100,00   | 0,02  |
|                         | Partido da Terra               | 43     | 1,03 / 100,00   | 0,20  |
|                         | Outros                         | 104    | 2,50 / 100,00   |       |
| Votos Inválidos         | Votos Inválidos                | 309    | 7,42 / 100,00   | 2,32  |
| Total                   | Total                          | 4 163  | 100,00 / 100,00 |       |
| Eleitorado/Participação | Eleitorado/Participação        | 10 145 | 41,03 / 100,00  | 1,90  |

#### Trafaria
| Partido                 | Partido                        | Votos | %               | +/-   |
| ----------------------- | ------------------------------ | ----- | --------------- | ----- |
|                         | Partido Socialista             | 588   | 28,26 / 100,00  | 14,46 |
|                         | Coligação Democrática Unitária | 569   | 27,34 / 100,00  | 1,17  |
|                         | Bloco de Esquerda              | 286   | 13,74 / 100,00  | 7,20  |
|                         | Partido Social Democrata       | 260   | 12,49 / 100,00  | -     |
|                         | Partido Popular                | 126   | 6,05 / 100,00   | -     |
|                         | PCTP/MRPP                      | 36    | 1,73 / 100,00   | 0,02  |
|                         | Movimento Esperança Portugal   | 26    | 1,25 / 100,00   | Novo  |
|                         | Partido Humanista              | 21    | 1,01 / 100,00   | 0,83  |
|                         | Outros                         | 36    | 1,73 / 100,00   |       |
| Votos Inválidos         | Votos Inválidos                | 133   | 6,40 / 100,00   | 2,56  |
| Total                   | Total                          | 2 081 | 100,00 / 100,00 |       |
| Eleitorado/Participação | Eleitorado/Participação        | 5 246 | 39,67 / 100,00  | 0,23  |